# Kaffeefilter

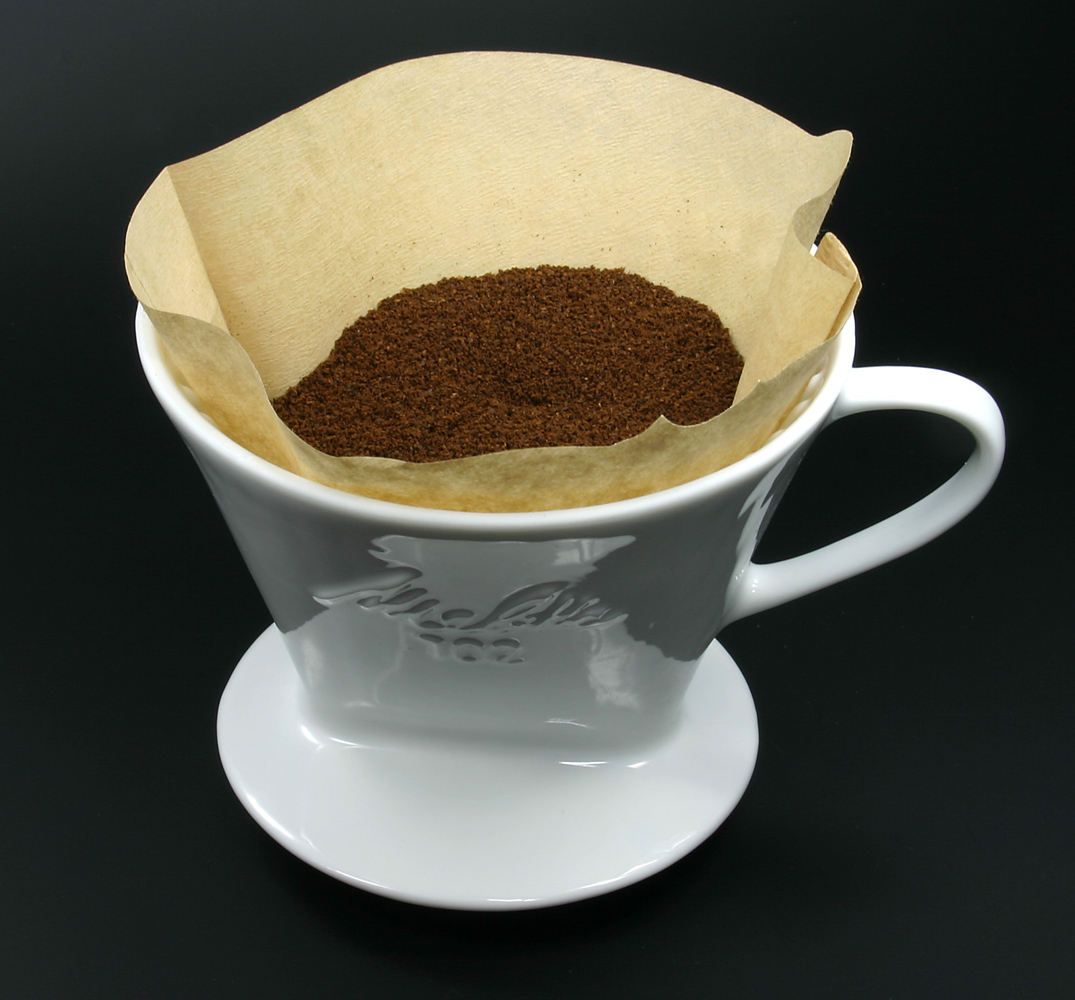
Melitta-Filterhalter mit Filtertüte

Ein Kaffeefilter ist ein Filter, der bei der Zubereitung von Kaffee verhindert, dass Kaffeemehl mit in das aufgebrühte Getränk gelangt. Es gibt sie als Dauerfilter aus Porzellan oder Metall, sowie als Einwegfilter aus Filterpapier, das in einen Halter gelegt wird. Kaffee, der mittels eines Kaffeefilters zubereitet wurde, wird als Filterkaffee bezeichnet.

## Geschichte
Ursprünglich wurde Kaffee zubereitet, indem das Pulver mit dem Wasser aufgekocht wurde. Beim Servieren wurde der Kaffee anschließend dekantiert oder durch ein Sieb gegossen, um den Kaffeesatz zurückzuhalten.
Im 18. Jahrhundert kam eine neue Methode der Kaffeezubereitung auf, die Wasser und Pulver schon beim Kochen getrennt ließ. Dazu wurde ein Filter aus Leinen oder Löschpapier in einen Trichter gelegt und mit Kaffeemehl befüllt. Schwallweise darübergeschüttetes Wasser lief durch und wurde in einer Kanne aufgefangen, während das Pulver im Filter verblieb. Man benutzte auch Beutel aus Stoff, wie sie noch heute als Teesocke oder Teestrumpf bekannt sind, die man anschließend zur abermaligen Verwendung auswusch.
Es entstanden eine Vielzahl von Dauerfiltern, wie die Arndtschen Kaffeeaufgussmaschinen oder die vietnamesischen Phin-Filter. Diese waren im Grunde ein Wasserbehälter mit durchlöchertem Boden, der als Sieb fungiert (vgl. Seihkanne). Anfang des 20. Jahrhunderts wurden Spitztrichter aus Metall oder Porzellan hergestellt, die ebenfalls als Sieb dienten.
Im Jahr 1908 entwickelte Melitta Bentz einen Filter aus Papier. Im selben Jahr stellte die Firma Melitta Einwegfilter aus Filterpapier mit den passenden Filterhaltern her. Bis 1934 bestanden sie aus Aluminium oder emailliertem Blech. Erst danach wurden sie von Filtern aus Porzellan oder Keramik abgelöst.

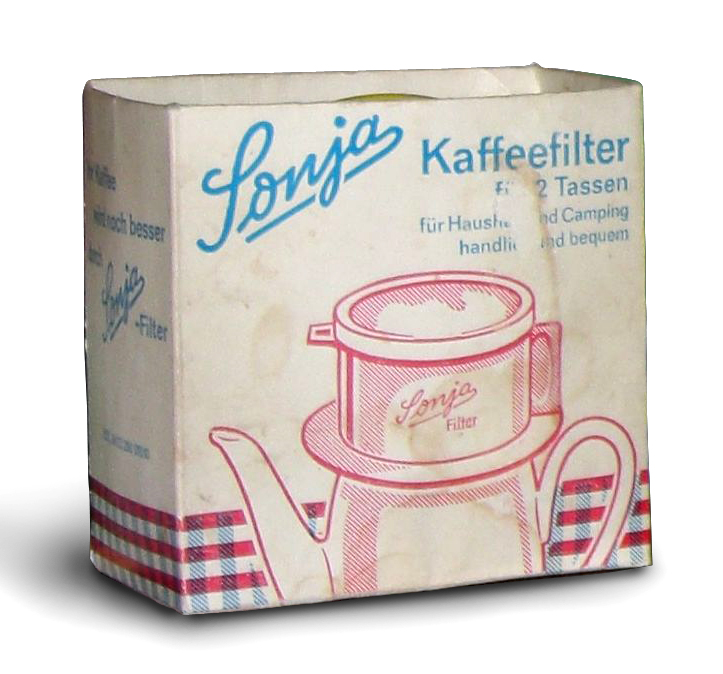
Sonja-Kaffeefilter aus der DDR

Es gab zu dieser Zeit auch Konkurrenzprodukte zu Melitta, darunter ein „Erka-Filter“ aus Eisenblech mit Bodensieb, die „Bremer Kaffeekanne“ mit einem emaillierten Blecheinsatz und einem Sieb, den Burleya-Filter aus Aluminium, einen Aha-Filter mit Siebrohr sowie mehrere Porzellanfilter. Bekannt war außerdem das Karlsbader Schlitzsieb. 1932 brachte Melitta den so genannten Schnellfilter auf den Markt, der konisch mit rundem Boden und gerillten Seitenwänden war, so dass der Kaffee schnell durchfließen konnte. 1936 kamen die so genannten Filtertüten auf den Markt; das Design der Filterhalter wurde der länglichen Bodenform der Tüten entsprechend angepasst. 1937 gab es sie in sieben Größen, berechnet für eine Tasse bis hin zu maximal 80 Tassen Kaffee auf einmal. In den 1950er Jahren erschienen weitere Konkurrenzprodukte, zum Beispiel der Maestra-Filter in der Form eines Teeeis und einen Press-Schüttel-Filter von Columbus. Anfang der 1960er Jahre kamen Kaffeekannen mit integriertem Filter auf den Markt.

## Dauerfilter

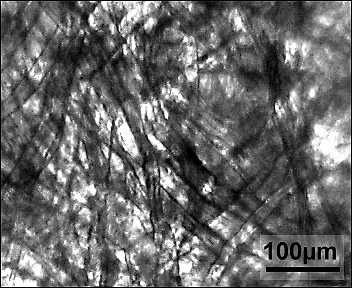
Mikrofotografie eines Filterpapiers

Dauerfilter sind meist als Wasserbehälter mit durchlöchertem Boden konstruiert. Mitunter besitzen sie einen Deckel und einen Stempel, der verhindert, dass das Pulver beim Eingießen des Wassers aufgewirbelt wird.
Es gibt auch flexible Filter aus Metallfolie oder feinmaschigem Kunststoffgewebe.
Nach der Zubereitung können sie gereinigt und immer wieder verwendet werden.

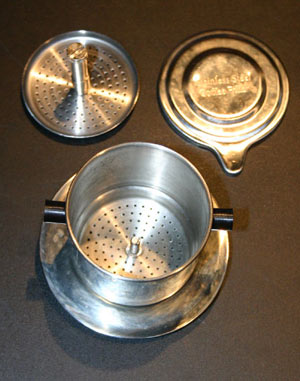
Vietnamesischer Phin-Filter
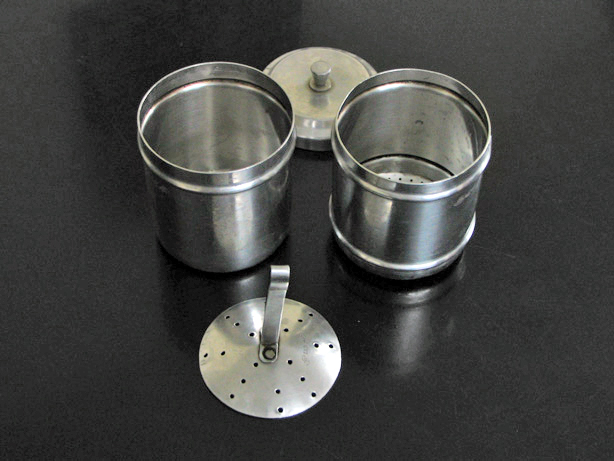
Indischer Dauerfilter

## Einwegfilter
Einwegfilter bestehen aus speziellem Filterpapier für den Kontakt mit Heißwasser und werden in einen Filterhalter eingesetzt. Sie werden nach einmaligem Gebrauch weggeworfen. Die Poren, die das Netz aus Cellulosefasern bildet, sind kleiner als 10 µm. Sie können somit feiner gemahlenes Pulver filtrieren als Dauerfilter.
Es sind zwei Größensysteme gebräuchlich. Das ältere Melitta-System hatte aufsteigend die Größen 100 (für 1–2 Tassen à ⅛ Liter), 101 (für 2–3 bzw. 2–4 Tassen), 102 (für 3–6 bzw. 4–8 Tassen), 103 (für 6–15, 8–15 bzw. 10–15 Tassen), 104 (für 15–25 bzw. 15–30 Tassen), 105 (für 25–50 bzw. 30–60 Tassen) und 106 (für 50–80 Tassen). Nachteilig war, dass man kontinuierlich oder mehrfach Wasser nachgießen (und rechtzeitig vor dem Überlaufen der Kaffeekanne damit aufhören) musste; die richtige Wassermenge konnte dabei nur geschätzt werden.
1965 entwickelte Melitta daher das „1×…“-System. Die Filter sind dabei so groß, dass die gesamte Wassermenge (nach dem Anbrühen/Vorquellen mit einem kleinen Schwall Wasser) auf ein Mal eingegossen werden kann. Die Filter mit den Größen 1×2, 1×4, 1×6, 1×10 ergeben dann bereits durch einmaliges, randvolles Aufgießen die richtige Menge für 2, 4, 6, bzw. 10 Tassen Kaffee. Damit wurde das Aufbrühen von Hand bereits ähnlich komfortabel wie das Kaffeekochen in der Kaffeemaschine.
Letztlich setzte sich die Kaffeemaschine weitgehend durch, der Vorteil des „1x“-Systems spielt hier keine Rolle mehr. Dennoch sind beide Größensysteme heute noch gebräuchlich.
Daneben existieren noch andere Melitta-Filtergrößen wie 123 (für 6 … 10 Tassen), die Pyramidenfilter 202, 202s, 206, 220, 240 und 270, die Teefilter 401 (für 1 … 4, 1 … 6, 1 … 10 bzw. 4 … 10 Tassen) und 402 (für 10 … 20 Tassen) sowie der Kinderfilter 801 (für 1 … 2 Kindertassen) und der Rundfilter 1.
Das Wort „Filtertüte“ ist ein eingetragenes Warenzeichen der Firma Melitta; andere Hersteller bezeichnen ihre Produkte daher als Filterpapier, Kaffeefilter o. ä. und bieten meist nur die gängigsten Größen 2 (entspricht etwa Melitta 102, gebräuchliche Größe für Handfilter und kleinere Kaffeemaschinen) und 4 (entspricht etwa Melitta 1x4, gebräuchlichste Größe für Kaffeemaschinen) an.